# Mercury – Acts 1 & 2
Mercury – Acts 1 & 2 is het zesde studioalbum van de Amerikaanse band Imagine Dragons. Het album verscheen op 1 juli 2022.

## Achtergrond
Na het uitbrengen van Mercury - Act 1 beloofden de mannen van Imagine Dragons dat er gelijk een nieuw album zou komen. Het nieuwe album zou een vervolg worden op Mercury - Act 1. Rick Rubin werd de uitvoerend producer van het album. De zanger van Imagine Dragons, Dan Reynolds, maakte in januari 2022 bekend dat het album bijna klaar was en uitgebracht zou worden na afloop van de eerste leg van de Mercury Tour. Reynolds zei ook dat dit album anders was dan eerdere albums, en dat het album meer Hip Hop zou bevatten.
Act 1 bevat meer nummers gefocust op de dood en de choquerende gevolgen daarvan, terwijl Act 2 meer gaat over de dag nadat iemand is overleden en hoe je na het rouwen bent.
Bones werd uitgebracht op 11 maart 2022 als eerste single van het album. De single werd ook gebruikt voor het derde seizoen van de Amazon Prime Video serie The Boys. Het nummer is een van meest optimistische van het album en Reynolds noemde het nummer een weerspiegeling van zijn constante obsessie met de eindigheid en kwetsbaarheid van het leven. Bones bereikte een 14de plek in de Nederlandse Top 40. Op 24 juni 2022 kwam Sharks uit, als tweede single van het album. Het nummer heeft een bijpassende video waarin Dan Reynolds surft met haaien in Las Vegas. Het nummer bereikte de 22ste plek in de Top 40. De derde single van het album werd I don't Like Myself. Het nummer was bijna niet op het album gekomen, omdat Reynolds het nummer te negatief vond. Door Wayne Sermon, de gitarist van de band, kwam het nummer toch op het album. Het nummer gaat namelijk over de tijd die Reynolds doorbracht in therapie. Symphony, de tweede track van het album, werd de vierde single en werd vrijgegeven op 7 november 2022. Reynolds noemde het nummer het meest Pop nummer van het album. Crushed werd op 10 mei 2023 uitgebracht als vijfde single van het album. Het nummer gaat over iemand die altijd geplet wordt door de hoge verwachting van anderen. De videoclip van het nummer gaat over een jongen die de oorlog in Oekraïne van dichtbij meemaakt. Als laatste werd Waves uitgebracht als zesde single van het album op 19 mei 2023. Het nummer werd in Rome voor het eerste live gespeeld. De vier singles van het album na Sharks bereikten niet de Top 40.

## Tracklist

### Tracklist Mercury Act 1
| Nr. | Titel                    | Duur |
| --- | ------------------------ | ---- |
| 2.  | My Life                  | 3:44 |
| 3.  | Lonely                   | 2:39 |
| 4.  | Wrecked                  | 4:04 |
| 5.  | Monday                   | 3:07 |
| 6.  | #1                       | 3:25 |
| 7.  | Easy Come Easy Go        | 2:59 |
| 8.  | Giants                   | 3:30 |
| 9.  | It's Ok                  | 3:22 |
| 10. | Dull Knives              | 3:33 |
| 11. | Follow You               | 2:55 |
| 12. | Cutthroat                | 2:49 |
| 13. | No Time For Toxic People | 3:27 |
| 14. | One Day                  | 2:31 |

### Tracklist Mercury Act 2
| Nr. | Titel                         | Duur |
| --- | ----------------------------- | ---- |
| 1.  | Bones                         | 2:46 |
| 2.  | Symphony                      | 2:55 |
| 3.  | Sharks                        | 3:10 |
| 4.  | I Don't Like Myself           | 3:05 |
| 5.  | Blur                          | 2:55 |
| 6.  | Higher Ground                 | 2:21 |
| 7.  | Waves                         | 3:45 |
| 8.  | I'm Happy                     | 3:05 |
| 9.  | Ferris Wheel                  | 3:23 |
| 10. | Peace of Mind                 | 2:53 |
| 11. | Sirens                        | 2:35 |
| 12. | Tied                          | 4:01 |
| 13. | Younger                       | 3:11 |
| 14. | I wish                        | 3:27 |
| 15. | Continual (Met Cory Henry)    | 3:27 |
| 16. | They Don't Know You Like I Do | 4:17 |

### Brasil Raps Edition
| Nr. | Titel                                            | Duur |
| --- | ------------------------------------------------ | ---- |
| 17. | Stepening Stones                                 |      |
| 18. | Stepening Stones - Jostinnon & K And Summy Remix |      |

## Ontvangst
Het album kende wisselende kritieken. Velen vonden het album te lang en dat veel nummers te veel op elkaar leken. Wel vinden ze de structuur van het album mooi, met een emotionele opbouw naar het einde.
Het album stond 34 weken in de Album Top 100. De hoogste positie die het hier in behaalde was plek 4. Het album behaalde enkel in Zwitserland de nummer 1 positie. Toch was het album door de vierde plek wel succesvoller dan zijn voorganger.